# 贯头山酒
贯头山酒是河北省唐山市遷安市大五里乡出产的一种白酒，源于当地1865年成立的“全盛局”烧锅，后改名“德盛局”； 1924年因第二次直奉战争倒闭。县府于1958年在德盛局原址建立了贯头山酒厂。贯头山酒乃以红高粱、大麦、豌豆为原料，以续荐法工艺、水泥池发酵酿成的浓香型白酒和兼香型白酒。